# 量子脑动力学
量子脑动力学（英語：Quantum Brain Dynamics，縮寫：QBD）是神经系统科学中的一种猜想和假说，目的是在量子场论的理论框架内解释大脑的功能。

## 基本概念
像生物学中所研究的那样复杂的系统，它们比物理中的理想化系统或单晶体更加缺少对称性。物理學家傑弗里·戈德斯通证明，发生对称破缺时，南部-戈德斯通玻色子（Nambu-Goldstone bosons）将在可能的态谱中观测到，典型的例子就是晶体中的声子。此外赫伯特·弗勒利希发现，生物分子可以产生量子波。

## 内容
在1967年，Ricciardi和Umezawa提出了脑细胞之间和脑细胞内部的长程量子相干波理论，并展示了通过南部-戈德斯通玻色子实现记忆的存储和检索的可能机制。水组成了大脑的70%，量子脑动力学认为，水分子的电偶极矩形成了一个称为“皮层场”的量子场，场量子为“皮层子”（corticon），并能和神经细胞中的生物分子所产生的量子相干波发生相互作用。这种生物分子波可以沿神经网络传播，并能从ATP中获得能量，进而控制神经元的离子通道。QBD认为，皮层场和量子波的相互作用产生了意识。